# Armenia en los Juegos Olímpicos de Atenas 2004
Armenia estuvo representada en los Juegos Olímpicos de Atenas 2004 por un total de 18 deportistas que compitieron en 8 deportes.  
El portador de la bandera en la ceremonia de apertura fue el gimnasta Albert Azarian. El equipo olímpico armenio no obtuvo ninguna medalla en estos Juegos.